# 溧阳市人民医院
溧阳市人民医院，是中国江苏省的一所医院，为二级甲等综合医院，位于溧阳市建设西路70号。

## 历史
溧阳市人民医院前身为1946年7月成立的溧阳县公医院，原址县城西门杨家园60号，1948年迁至洋桥头。1949年4月更名为溧阳县人民政府卫生院，当年12月迁至东门大营场。1956年4月更名为溧阳县人民医院，1990年溧阳撤县设市，更名为溧阳市人民医院。1994年正式获批为“二级甲等”医院。2005年，整体兼并溧阳市第二人民医院，成立溧阳市人民医院燕山分院。2016年9月增冠名江苏省人民医院溧阳分院，2017年9月迁至建设西路70号。

## 规模
2017年9月27日启用的溧阳市人民医院新院址总建筑面积18.5万平方米，设置床位1200张。